# 구레나룻

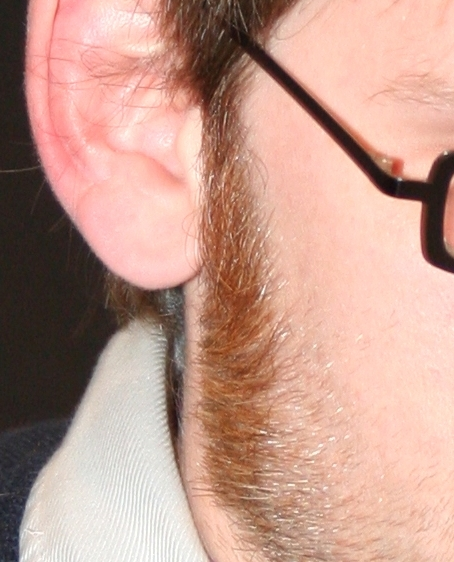
구레나룻의 실제 형태

구레나룻은 귀 밑에서 턱까지 잇따라 난 수염을 말한다. 다만, 구랫나루라고 소리상 발음하게 될 수 있어, 사이시옷을 받치지 않는 한 ‘구레나룻’으로 적바림하며, 구렛나루는 비표준어로 분류된다. 구레나룻은 이론상 면도만 가능하며, 핀셋의 손질은 콧수염, 턱수염과 달리 뽑기가 매우 나쁘다. 터키에서 구레나룻을 많이 볼 수 있다.

## 같이 보기
- 콧수염
- 턱수염